# Солдатська слобідка (Київ)
Солда́тська слобі́дка — історична місцевість, поселення в Києві. Розташоване в межах теперішніх вулиць Павлівської, Полтавської, Дмитрівської, Кониського та Гоголівської. Виникло в 1830–40 х роках як поселення відставних солдатів.

## Галерея

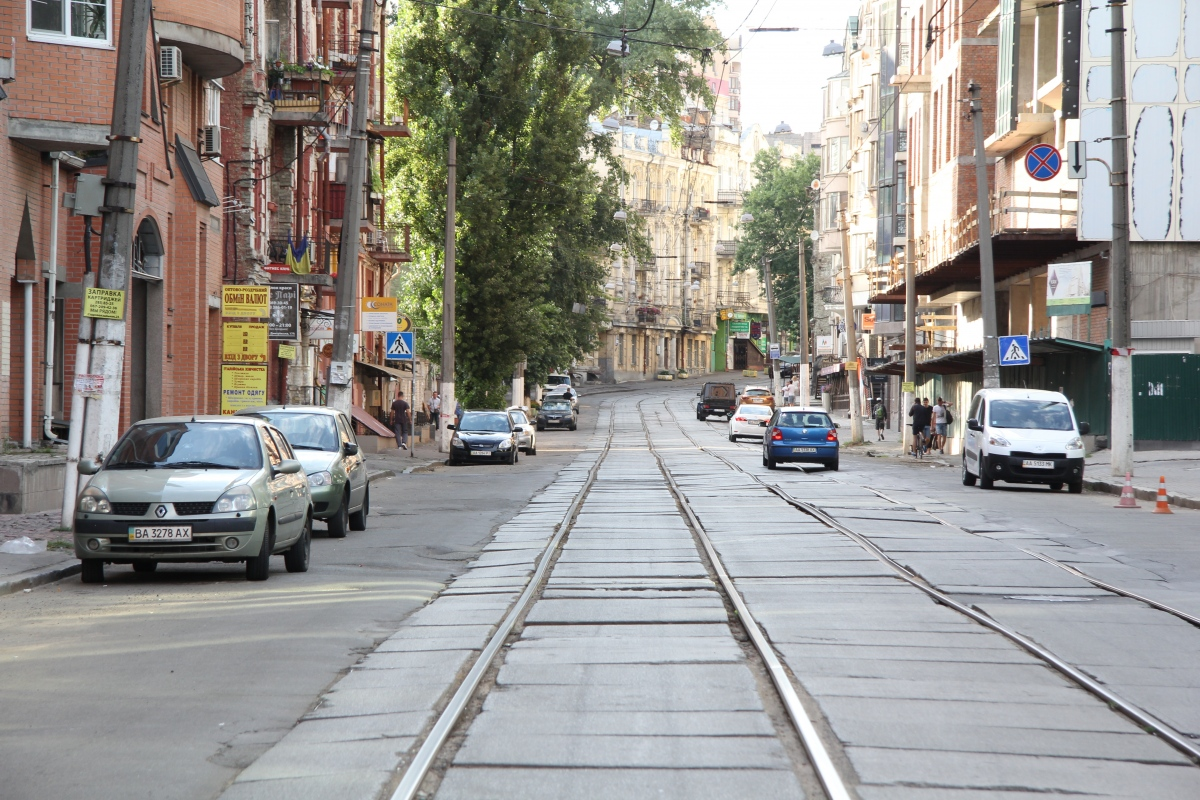
Вулиця Дмитрівська
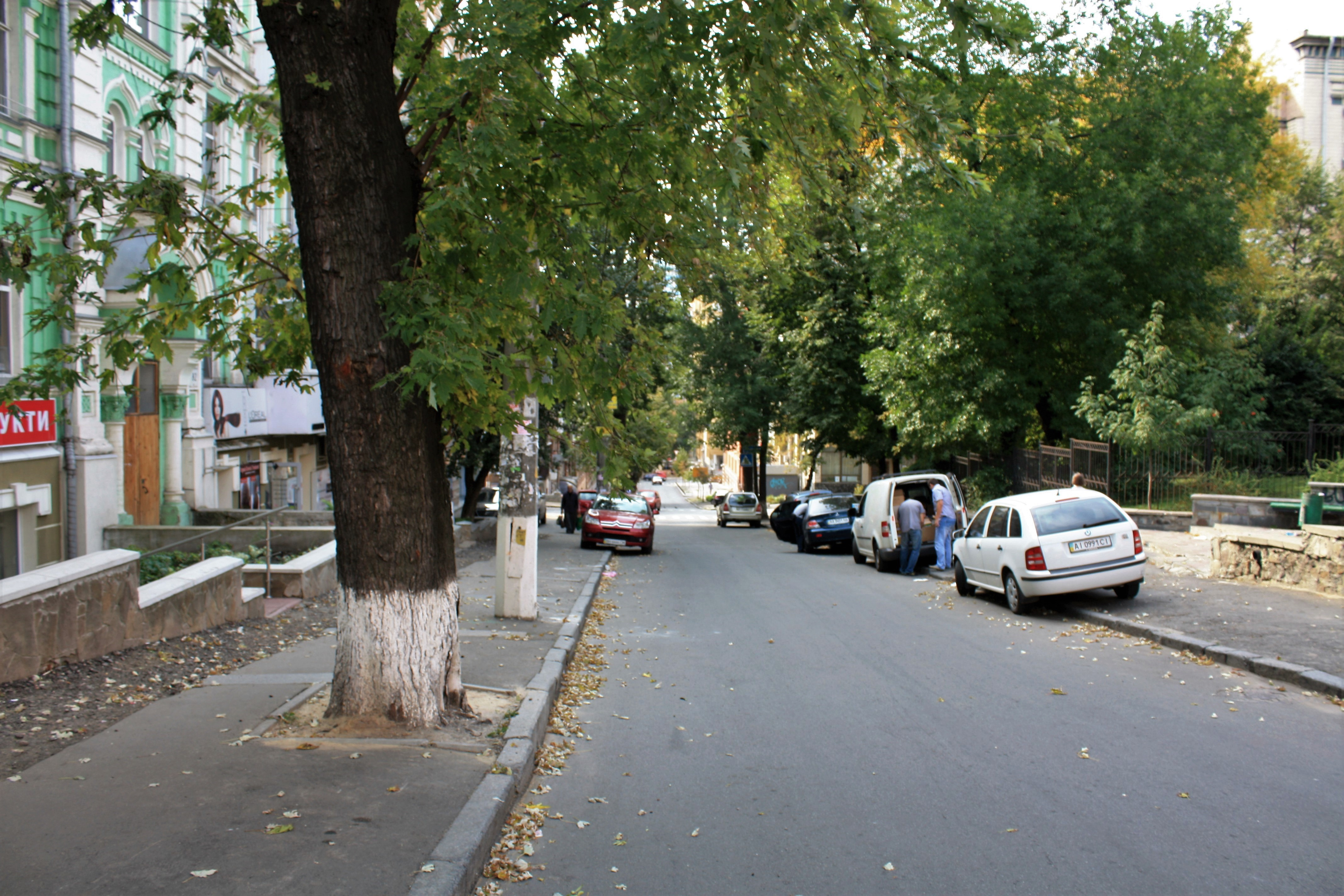
Вулиця Полтавська
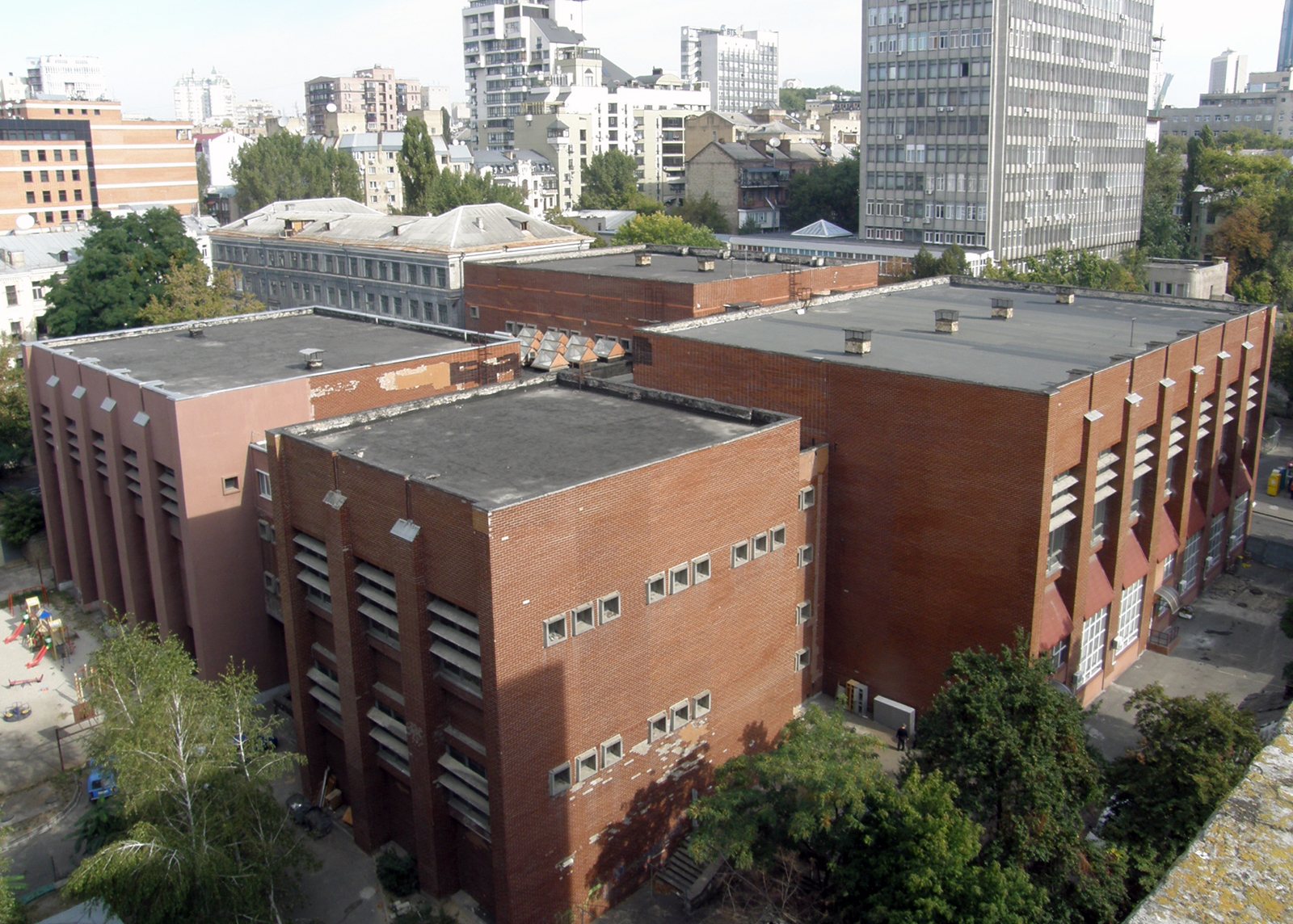
Вулиця Кониського (спорткомплекс університету ім. Драгоманова)